# Józef Lubowiecki
Józef Alfred Lubowiecki herbu Śreniawa (ur. 8 lutego 1902 w Sanoku, zm. 10 maja 1976) – kapitan piechoty Wojska Polskiego.

## Życiorys

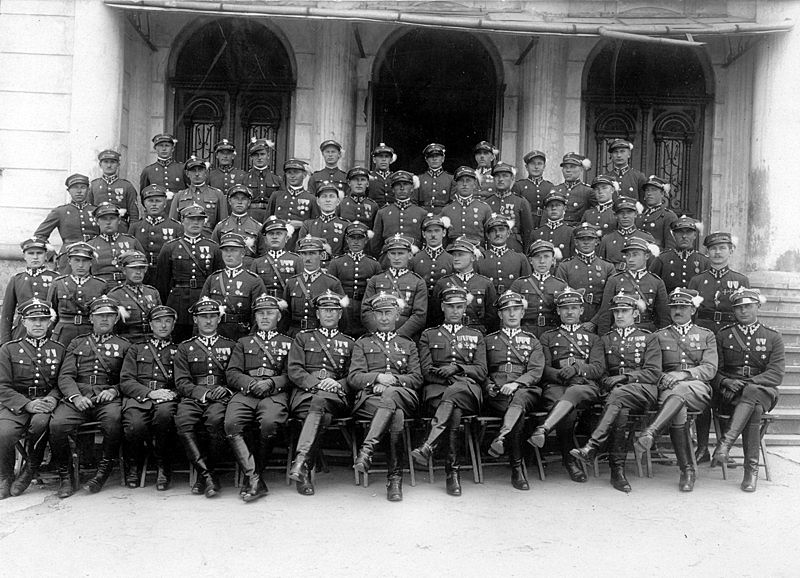
Zdjęcie grupowe podoficerów i oficerów 2 Pułku Strzelców Podhalańskich w Sanoku. W drugim rzędzie od dołu stoi trzeci od prawej ppor. Józef Lubowiecki

Józef Alfred Lubowiecki urodził się 8 lutego 1902 w Sanoku. Był synem Alfreda Lubowieckiego (ur. 1869, drogomistrz powiatowy) i Felicji z domu Gołkowskiej (zm. 1908 w wieku 35 lat). Miał rodzeństwo: Bolesławę Marię Józefę (ur. 1901, zamężna z inż. Witoldem Lubowieckim), Annę (ur. 1903), Antoniego Alfreda (ur. 1907). Zamieszkiwał z rodziną przy ul. ulicy Bartosza Głowackiego w Sanoku.
21 czerwca 1921 zdał egzamin dojrzałości w Państwowym Gimnazjum w Sanoku (w jego klasie byli Stanisław Hroboni, Józef Skoczyński, Józef Stachowicz). Podczas nauki szkolnej był ochotnikiem Wojska Polskiego w wojnie polsko-bolszewickiej. Będąc sluchaczem studiów prawniczych uchwałą Rady Miejskiej w Sanoku z 1923 został uznany przynależnym do gminy Sanok.
Od 1924 do 1925 kształcił się w Szkole Podchorążych Piechoty w Warszawie, od 1925 do 1927 w Oficerskiej Szkole Piechoty Warszawie, następnie w Ostrowi Mazowieckiej. Został zawodowym żołnierzem. Na przełomie lat 20./30. służył w 2 pułku Strzelców Podhalańskich w rodzinnym Sanoku. Pełnił stanowisko dowódcy plutonu, później inne funkcje. Awansowany do stopnia podporucznika piechoty ze starszeństwem z dniem 15 sierpnia 1927, później do stopnia porucznika piechoty ze starszeństwem z dniem 15 sierpnia 1929. Został awansowany na stopień kapitana piechoty ze starszeństwem z dniem 19 marca 1938. Od 1937 do 1939 był dowódcą 7 kompanii III batalionu, stacjonującego w podsanockich Olchowcach.
Po wybuchu II wojny światowej w okresie kampanii wrześniowej 1939 sprawował stanowisko dowódcy (plutonu) łączności 2 pułku Strzelców Podhalańskich. Był osadzony w Oflagu VII A Murnau. Po uwolnieniu przez Amerykanów wstąpił do armii Andersa we Włoszech, następnie wylądował w Wielkiej Brytanii. Zdemobilizowany na przełomie 1947/48. Pracował między innymi jako palacz w kotłowni. Zmarł 10 maja 1976.
Jego żoną przez 8 lat była Janina z domu Wolf (zm. 22 lutego 1929 w wieku 23 lat). 27 kwietnia 1930 poślubił w Jasieniu Janinę z domu Michalewską (ur. 20 kwietnia 1902 w Nowosielcach, zm. 4 maja 1989 w Zakopanem). Dziećmi z drugiego małżeństwa byli urodzeni w Sanoku: Krystyna (ur. 12 czerwca 1933) oraz urodzone 15 lipca 1937 bliźnięta Danuta Maria (od 1958 zamężna w Bielsku-Białej) i Janusz Antoni.